# Колін Косеманс
Колін Косеманс (нід. Colin Coosemans, нар. 3 серпня 1992, Гент) — бельгійський футболіст, воротар «Андерлехта».

## Клубна кар'єра
Народився 3 серпня 1992 року в місті Гент. Вихованець «Брюгге». У дорослому футболі дебютував 2010 року виступами за першу команду клубу «Брюгге», в якій провів два сезони. Незважаючи на те, що Колін починав лише третім воротарем команди після Стейна Стейнена та Герта де Влігера, молодий воротар поступово пробився в основу і зіграв за цей час 43 гри, пропустивши 45 голів.
2012 року, програвши конкуренцію у воротах сербу Бояну Йоргачевичу, Косеманс був відданий в оренду в «Васланд-Беверен», який після одного сезону викупив контракт воротаря. Загалом Колін провів за клуб три сезони, будучи основним воротарем команди. Після цього 2015 року на правах вільного агента перейшов у «Мехелен» і відіграв за команду з Мехелена наступні три сезони своєї ігрової кар'єри.
29 червня 2018 року Косеманс перейшов у «Гент», де став запасним воротарем. За три роки відіграв за команду з Гента лише 3 матчі в національному чемпіонаті.
Влітку 2021 року на правах вільного агента перейшов до «Андерлехта».

## Виступи за збірні
2010 року дебютував у складі юнацької збірної Бельгії (U-19), загалом на юнацькому рівні взяв участь у 4 іграх, пропустивши 7 голів.
Протягом 2011—2014 років залучався до складу молодіжної збірної Бельгії. На молодіжному рівні зіграв у 9 офіційних матчах, пропустив 13 голів.

## Статистика виступів

### Статистика клубних виступів
| Сезон                       | Команда                     | Чемпіонат                   | Чемпіонат | Чемпіонат | Національний кубок | Національний кубок | Національний кубок | Континентальні кубки | Континентальні кубки | Континентальні кубки | Інші змагання | Інші змагання | Інші змагання | Усього | Усього | Усього |
| Сезон                       | Команда                     | Ліга                        | Ігор      | Голів     | Ліга               | Ігор               | Голів              | Ліга                 | Ігор                 | Голів                | Ліга          | Ігор          | Голів         | Ігор   | Голів  |        |
| --------------------------- | --------------------------- | --------------------------- | --------- | --------- | ------------------ | ------------------ | ------------------ | -------------------- | -------------------- | -------------------- | ------------- | ------------- | ------------- | ------ | ------ | ------ |
| 2010–11                     | «Брюгге»                    | ПЛ                          | 11+8      | -8 + -5   | КБ                 | 1                  | -1                 | ЛЄ                   | 1                    | -0                   | -             | -             | -             | 21     | -14    |        |
| 2011–12                     | «Брюгге»                    | ПЛ                          | 12+1      | -15 + -2  | КБ                 | 2                  | -6                 | ЛЄ                   | 7                    | -8                   | -             | -             | -             | 22     | -31    |        |
| Усього за «Брюгге»          | Усього за «Брюгге»          | Усього за «Брюгге»          | 32        | -30       |                    | 3                  | -7                 |                      | 8                    | -8                   |               | -             | -             | 43     | -45    |        |
| 2012–13                     | «Васланд-Беверен»           | ПЛ                          | 18+6      | -26 + -7  | КБ                 | 1                  | -3                 | -                    | -                    | -                    | -             | -             | -             | 25     | -36    |        |
| 2013–14                     | «Васланд-Беверен»           | ПЛ                          | 30+3      | -35 + -2  | КБ                 | 0                  | -0                 | -                    | -                    | -                    | -             | -             | -             | 33     | -37    |        |
| 2014–15                     | «Васланд-Беверен»           | ПЛ                          | 22        | -37       | КБ                 | 0                  | -0                 | -                    | -                    | -                    | -             | -             | -             | 20     | 1      |        |
| Усього за «Васланд-Беверен» | Усього за «Васланд-Беверен» | Усього за «Васланд-Беверен» | 79        | -107      |                    | 1                  | -3                 |                      | -                    | -                    |               | -             | -             | 80     | -110   |        |
| 2015–16                     | «Мехелен»                   | ПЛ                          | 0         | -0        | КБ                 | 0                  | -0                 | -                    | -                    | -                    | -             | -             | -             | 0      | -0     |        |
| 2016–17                     | «Мехелен»                   | ПЛ                          | 18+10     | -21 + -16 | КБ                 | 2                  | -4                 | -                    | -                    | -                    | -             | -             | -             | 30     | -41    |        |
| 2017–18                     | «Мехелен»                   | ПЛ                          | 23        | -39       | КБ                 | 2                  | -1                 | -                    | -                    | -                    | -             | -             | -             | 25     | -40    |        |
| Усього за «Мехелен»         | Усього за «Мехелен»         | Усього за «Мехелен»         | 51        | -76       |                    | 4                  | -5                 |                      | -                    | -                    |               | -             | -             | 55     | -81    |        |
| Усього за кар'єру           | Усього за кар'єру           | Усього за кар'єру           | 162       | -213      |                    | 8                  | -15                |                      | 8                    | -8                   |               | -             | -             | 178    | -236   |        |